# Miníades

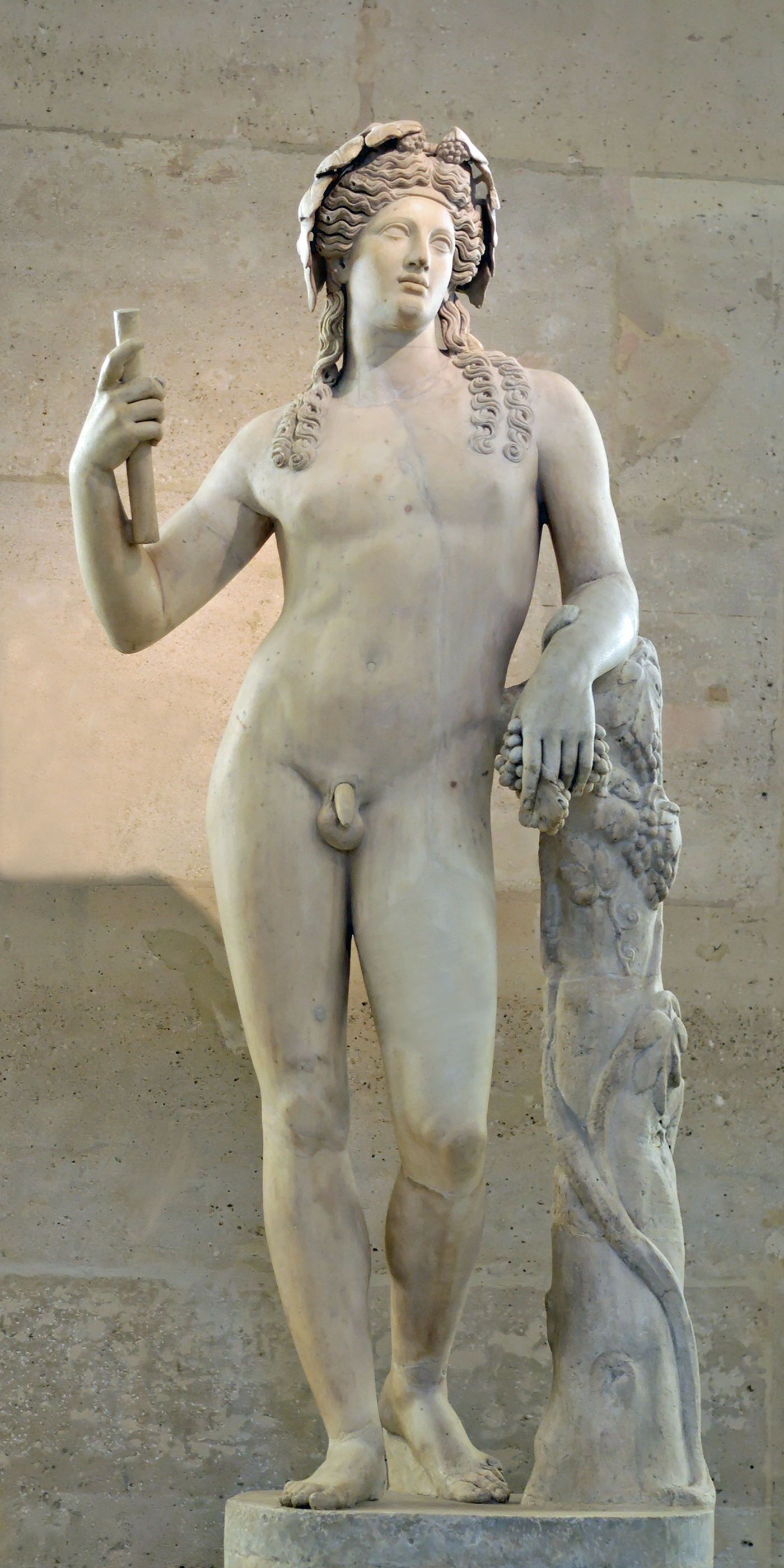
Dioniso, el dios griego del vino

En la mitología griega, reciben el nombre de Miníades o Mineidas (en griego Μινυάδες, Minyádes) las hijas de Minias, rey legendario de Orcómeno, concretamente aquéllas que sucumbieron al frenesí báquico. Enloquecidas por el furor divino decidieron comerse al hijo de Leucipe, el malhadado Hípaso.
| Referencia       | Nombres                    |
| ---------------- | -------------------------- |
| Antonino Liberal | Leucipe, Arsipe y Alcátoe  |
| Eliano           | Leucipe, Arsipe y Alcítoe  |
| Ovidio           | Alcítoe y Leucónoe         |
| Plutarco         | Leucipa, Arsinoe y Alcátoe |

### Versión de Plutarco
Cuentan que las hijas de Minias (Leucipa, Arsinoe y Alcátoe), presas de locura, deseaban carne humana y sortearon a sus hijos. A Leucipa le cayó en suerte ofrecer a su hijo Hipaso para que fuera despedazado. A sus maridos, por ir mal vestidos a causa del duelo y del dolor, se les llamó «enlutados» (psolóeis) y a ellas «oleas», esto es, «criminales». Y hasta ahora los de Orcómene llaman así a las descendientes de aquella familia y cada año en los Agrionia se celebra una huida y persecución de éstas por el sacerdote de Dioniso, espada en mano. A cualquiera que alcance, puede matarla y en nuestro tiempo el sacerdote Zoilo mató a una. Pero esto no resultó nada beneficioso para ellos, pues Zoilo contrajo una enfermedad ulcerosa y después de larga infección, murió. Los de 300 Orcómene, puesto que cayeron en calamidades y castigos públicos, cambiaron el sacerdocio de familia y eligieron al mejor de todos.

### Versión de Ovidio
Alcítoe, la hija de Minias, decide no dar acogida al culto del dios, sino que, persistiendo en su imprudencia, asegura que Baco no es vástago de Zeus, y sus hermanas comparten su impiedad. Había ordenado el sacerdote celebrar un día festivo y que las esclavas y sus dueñas se ataviaran para las celebraciones en honor de Dioniso; había profetizado que la ira del dios ofendido sería cruel. Sólo las hijas de Minias, dentro de la casa, estropean la fiesta con su inoportuna dedicación a las labores de Minerva: cardan la lana o hacen girar con el pulgar los hilos. Se afanan en el trabajo, desprecian al dios y profanan su festividad cuando de repente invisibles tambores dejaron sentir su ronco estrépito, y resuena la flauta de recurvado cuerno y el tintineo de los platillos de bronce. Huele a mirra y a azafrán, y, suceso que supera lo creíble, comienzan a reverdecer las telas y a echar hojas los tejidos colgantes hasta transformarse en hiedra; otros terminan en vides y los hilos se cambian en sarmientos. De la urdimbre sale pámpano, y la púrpura se vuelve uva. Entonces las hermanas, escondiéndose de la luz, se ven metamorfoseadas por obra divina, y reciben su nombre del crepúsculo vespertino (lat. vespertilio, «murciélago»).

### Versión de Antonino Liberal
De Minias, hijo de Orcómeno, nacieron las siguientes hijas: Leucipe, Arsipe y Alcátoe, que resultaron ser extraordinariamente hacendosas. Censuraban con dureza a las otras mujeres porque abandonaban la ciudad y marchaban a las montañas a celebrar los cultos báquicos, hasta que un día Dioniso, adoptando la apariencia de una doncella, les aconsejó que no desatendieran el culto o los misterios del dios. Pero las jóvenes hicieron caso omiso de sus palabras. Irritado ante esta postura, Dioniso abandonó su aspecto de doncella y se convirtió sucesivamente en toro, en león y en leopardo y, desde el montante del telar, hizo manar néctar y leche. Ante estos portentos, el terror se adueñó de las doncellas. E, inmediatamente, las tres hermanas echaron las suertes en un vaso, y las agitaron. Y, como saliera primero la suerte de Leucipa, ésta prometió ofrecer una víctima al dios, y, con la ayuda de sus hermanas, despedazó a su propio hijo Hípaso. Abandonaron la casa de su padre y celebraron los misterios de Dioniso en las montañas, y pacían yedra, enredaderas y laurel, hasta el momento en que Hermes, tocándolas con su caduceo, las transformó en pájaros. Una de ellas se convirtió en murciélago, otra en lechuza y la tercera en búho. Las tres huyen del resplandor del sol.

### Versión de Claudio Eliano
Yo he oído que tanto a las mujeres lacedemonias como a las quiotas les asaltaba el furor báquico. Y las mujeres beocias también enloquecían como si estuvieran posesas, tal y como proclama la tragedia. Se afirma que las únicas que se revolvieron contra el coro de Dioniso fueron Leucipe, Arsipe y Alcítoe, las hijas de Minias. La razón fue que estaban enamoradas de sus maridos y por eso no se convirtieron en ménades del dios. Y el dios se irritó. Ellas empleaban su tiempo en el telar y trabajaban las artes de Ergane [Atenea] con dedicación y empeño. Repentinamente, hiedras y vides comenzaron a brotar de los telares; serpientes se escondieron en las canastillas de lana; el techo de paja comenzó a destilar gotas de vino y leche. Pero ni siquiera estos portentos las convencieron para entrar al servicio de aquel dios. Y entonces, lejos de Citerón, cometieron un acto no menos terrible que el que allí ocurrió. Las hijas de Minias, dando comienzo a su locura, descuartizaron como si fuera un cervatillo al hijo de Leucipe, que era todavía una tierna y delicada criatura. Y de allí salieron corriendo para unirse a las antiguas ménades, pero estas las persiguieron por su crimen sacrílego. Y por esto se convirtieron en pájaros. Una se transformó en corneja, otra en murciélago y la tercera en lechuza.